# Нолькин камень
Но́лькин камень или но́лькинский камень, но́лькинские пещеры, но́лькинские каменоломни, также Горное заде́лье и Каменная гора (луговомар. Кӱ курык) — общее название подземных полостей искусственного происхождения в стенах долины реки Но́льки, близ посёлка Горняк в Сернурском районе республики Марий Эл, Россия. Подземелья образованы горными выработками кварцевого песчаника (так называемый «черемисский камень»), из которого изготавливали мельничные жернова. Часть урочища «Нолькинский камень» входит в природно-исторический заказник «Горное заделье», одна из функций которого — охрана памятников народного промысла по изготовлению жерновов.

## Исторический очерк
В XIX веке горняки добывали жерновой камень огневым способом. С помощью огня, разводимого над слоем жернового камня, разрушали вышележащий пласт более рыхлого песчаника, который от жара растрескивался и обсыпался. Когда слой жернового камня обнажался, от него откалывали куски, пригодные для изготовления жерновов. Первичная обработка жерновов проводилась непосредственно в подземельях, затем их выкатывали наружу и окончательно отделывали.
В начале XX века, перед Первой мировой войной в каменоломнях перешли к взрывным работам при помощи пороха, что повысило эффективность добычи камня.
После Октябрьской революции промысел стал постепенно затухать. Последнюю пару жерновов здесь выломали в 50-е годы XX века.

### Подразделение каменоломен
По сведениям местного краеведа В. Созонова, в Нолькинских каменоломнях имеется 4 отдельных системы выработок, расположенные по разным сторонам Памашъяльского оврага и долины реки Нольки:
1. «Восточная линия» (на левом берегу р. Нольки). В отличие от всех других систем местных каменоломен, её разрабатывало русское население. Наиболее активно добыча шла в начале XX века, когда была организована артель, в которую принимались не только местные жители, но и пришлые, в том числе люди, скрывающиеся от властей. В настоящее время здесь сохранились открытые входы.
2. «Западная линия» (на правом берегу р. Нольки). Разработки на правом берегу Нольки вели марийцы (черемисы, как называли их до Октябрьской революции). Способы проходки использовались одни и те же. Открытых входов сейчас не существует.
3. Левопамошъяльская система, Северо-западные Нольские пещеры (Левая сторона Памашъяльского оврага). Разработки марийцев.
4. Правопамашъяльская система, Юго-западные Нольские пещеры (Правая сторона Памашъяльского оврага). Разработки марийцев.

Горный инженер Юрий Азанчеев (1859—1920) приводит следующие социально-экономические подробности жернового промысла марийцев:
При всех, однако, трудностях работы в каменоломнях Сернурской и Ирмучатской волостей, вознаграждение за свыше 3-х месячный труд занимающихся этим промыслом крестьян-черемис является очень умеренным: 20—25 рублей на каждого жерновщика. Довольствование таким небольшим заработком объясняется отсутствием в данной местности других, подсобных к хлебопашеству, промыслов и нежеланием черемис оставлять родины. Готовые жернова, коих выделывается всего около 150 шт. в год, сбываются как окружным потребителям, так и через перекупщиков на ближние ярмарки, преимущественно же в Яранский, Казанский уезды и в г. Казань. Цена хорошего жёрнова, в 7 четвертей диаметром и толщиною в 13 вершков, ок. 8 рублей на месте; с уменьшением размеров или при недостатках, цена быстро понижается.

## Интересные факты
- Большая часть жерновов из «черемисского камня» сбывалась на базаре в Яранске, который из-за этого нередко называли «каменным»[3].